# Fan of a Fan: The Album
Fan of a Fan: The Album é um álbum de estúdio colaborativo dos artistas norte-americanos Chris Brown e Tyga, lançado em 20 de fevereiro de 2015 pela RCA Records e Young Money Entertainment. O álbum é uma sequência da mixtape Fan of a Fan lançada em 2010 por ambos.

## Lista de faixas
| N.º            | Título                | Duração |  |
| 1.             | "Westside"            | 3:34    |  |
| 2.             | "Nothin' Like Me"     | 4:05    |  |
| 3.             | "Ayo"                 | 3:45    |  |
| 4.             | "Girl You Loud"       | 3:33    |  |
| 5.             | "Remember Me"         | 4:13    |  |
| 6.             | "I Bet"               | 4:02    |  |
| 7.             | "'D.G.I.F.U'"         | 3:44    |  |
| 8.             | "Better"              | 3:43    |  |
| 9.             | "Lights Out"          | 4:46    |  |
| 10.            | "Real One"            | 4:59    |  |
| 11.            | "Bitches N Marijuana" | 4:14    |  |
| 12.            | "She Goin' Up"        | 3:47    |  |
| Duração total: | Duração total:        | 65:23   |  |

## Desempenho nas tabelas musicais
| Tabela musical (2015)                   | Melhor posição |
| --------------------------------------- | -------------- |
| Austrália (ARIA)                        | 3              |
| Áustria (Ö3 Austria Top 40)             | 16             |
| Bélgica (Ultratop Flandres)             | 70             |
| Bélgica (Ultratop Valônia)              | 65             |
| Países Baixos (Dutch Charts)            | 30             |
| França (SNEP)                           | 33             |
| Alemanha (Offizielle Deutsche Charts)   | 14             |
| Nova Zelândia (RMNZ)                    | 9              |
| Itália Italian Albums (FIMI)            | 65             |
| Suíça (Schweizer Hitparade)             | 6              |
| Reino Unido (UK Albums Chart)           | 7              |
| Reino Unido (UK R&B Albums Chart)       | 1              |
| Estados Unidos (Billboard 200)          | 7              |
| Estados Unidos (Top R&B/Hip Hop Albums) | 3              |

## Histórico de lançamento
| País           | Data                    | Formato             | Gravadora   |
| -------------- | ----------------------- | ------------------- | ----------- |
| Alemanha       | 20 de fevereiro de 2015 | CD download digital | RCA Records |
| Reino Unido    | 23 de fevereiro de 2015 | CD download digital | RCA Records |
| Canadá         | 24 de fevereiro de 2015 | CD download digital | RCA Records |
| Estados Unidos | 24 de fevereiro de 2015 | CD download digital | RCA Records |